# 寬斑鰻鯛
寬斑鰻鯛，為輻鰭魚綱鱸形目鱸亞目擬雀鯛科的其中一種，分布於澳洲卡奔塔利亞灣海域，背鰭硬棘0枚、背鰭軟條62-64枚;臀鰭硬棘0枚;臀鰭軟條52-54枚，體長可達12.9公分，為亞熱帶海水魚，棲息在淺海底，以甲殼類為食，生活習性不明。

## 擴展閱讀
維基物種上的相關：寬斑鰻鯛